# Burtrum

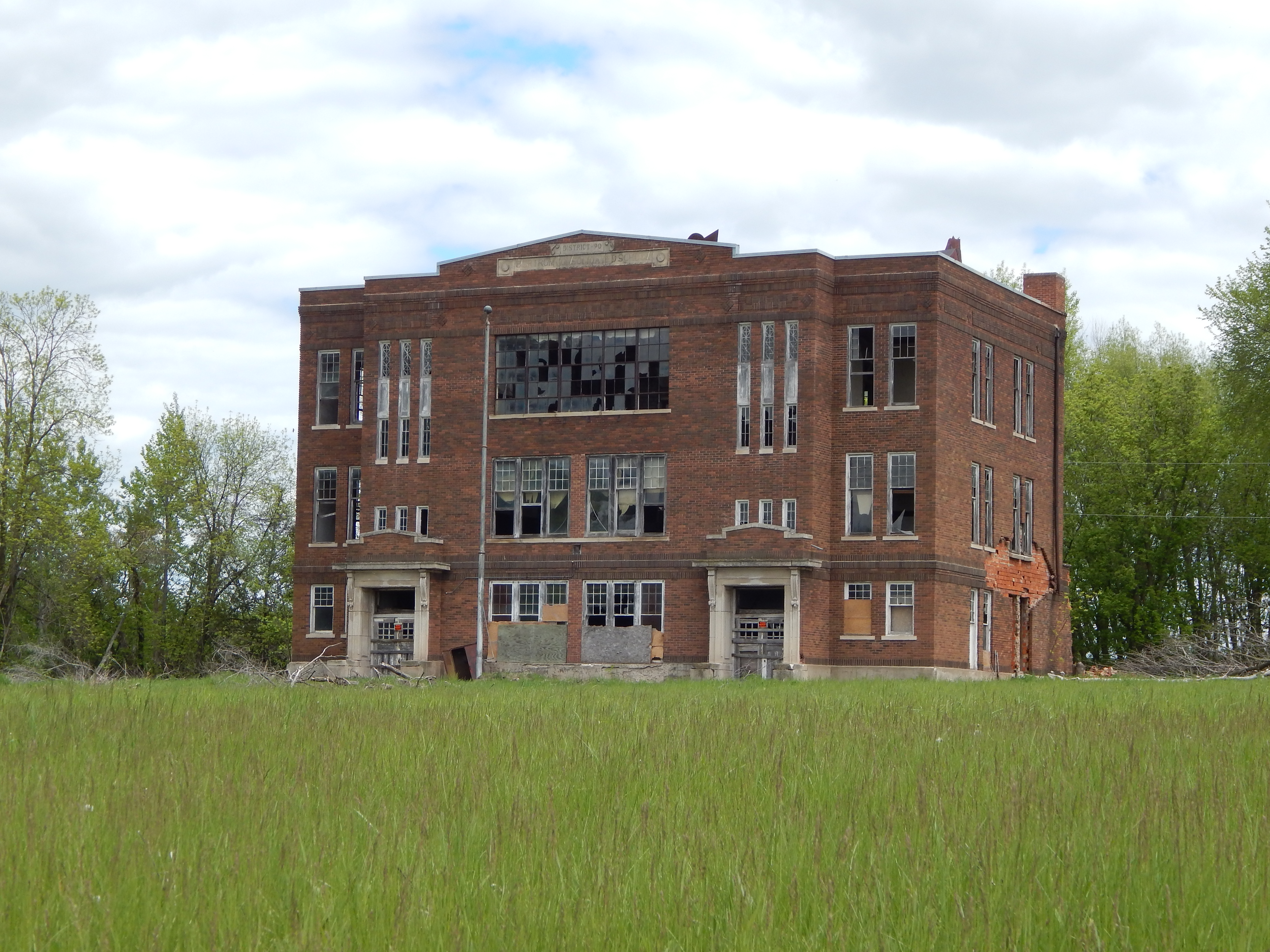
Cette école a été construite dans les années 1890 et a été fermée au début des années 1980

La ville de Burtrum est située dans le comté de Todd, dans l’État du Minnesota, aux États-Unis. Sa population s’élevait à 144 habitants lors du recensement de 2010, estimée à 139 habitants en 2016.